# 世にも奇妙な物語 春の特別編 (2008年)
『世にも奇妙な物語 春の特別編』（よにもきみょうなものがたり はるのとくべつへん）は、2008年4月2日（水）21:00 - 23:24（JST）にフジテレビ系列で放映された『世にも奇妙な物語』シリーズの一つ。ストーリーテラーはタモリ。視聴率は16.1%。

## さっきよりもいい人

### あらすじ
ある日、長く付き合った恋人の恭子（藤澤）にプロポーズしようと朝から意気込む荻原（伊藤）。身なりと予定していた演出の準備を完璧に復習していると、テレビの占いから、「今日のあなたは、人に尽くすと運が向いてくるでしょう」と流れる。それをバックに家を出て電車に乗って座っていると、一人のお婆さんが目の前に立つ。気にせず座り続けていると、突如荻原は意識を失い、気づくとさっきの朝に逆戻りしていて…。

### キャスト
- 萩原孝一：伊藤英明
- 坂上恭子：藤澤恵麻
- 気の弱そうな男：やべけんじ
- 妻：宮田早苗
- 母親：犬山イヌコ
- TVキャスター：梅宮万紗子
- 老婆：二宮弘子
- 女子大生：吉川夏海
- 主婦：安室満樹子
- 半裸の男：天田暦
- 宝石店店員：並木秀介
- 妊婦：桑原裕子
- 看護師：田口寛子
- 夫：馬場恒行
- 老人：田代忠雄
- 女性：響子
- トオル：熊谷瑠衣
- 野次馬：杉山光一
- ホテルのボーイ：富岡真史
- 司会者：マーク・チネリー
- キャスター：大塚和彦
- ドレスの女：ハルカ・オース

### スタッフ
- 脚本：山岡潤平・ブラジリィー・アン・山田
- 演出：植田泰史

## これ……見て……

### あらすじ
恋人の久保田（向井）に弁当を届けたり、合鍵で部屋の中を掃除したりなど尽くし続ける事で幸せを感じているあさみ（戸田）。しかしある日、ビデオカメラを持った不思議な子供が「これ…、見て…」と言いながらある映像を見せる。そこには久保田の家に、知らない女が自分しか持っていないはずの合鍵を使って彼の部屋に入って、自分の届けた弁当を捨てる映像が映っていた。その後も同じ子供に会って映像を見せてもらって、この女は彼のストーカーであると確信するのだが…。

### キャスト
- 河井あさみ：戸田恵梨香
- 久保田光一：向井理
- 早紀：佐藤めぐみ
- 少年：野口響
- 女：橘実里
- 警官：かねちくけんじ
- 法律事務所スタッフ：西谷有統
- 店長・佐々木：佐藤仁美

### スタッフ
- 脚本：小川智子
- 演出：杉本達

## 日の出通り商店街いきいきデー

### あらすじ
どこにでもある寂れた商店街の日の出商店街。しかし、ここでは毎年一回、「いきいきデー」という謎のイベントが開かれる。それは商店街に店を構える参加者達による、武器や装備は自分の店に関係あるものなら何でもありのバトルロワイアルであり、今年初めてこのイベントに参加した磯谷（船越）は順調に勝ち進むが…。

### キャスト
- 磯谷大二郎：船越英一郎
- 和尚：本田博太郎
- 伝さん：斉藤暁
- ナミエ：秋山莉奈
- ヤス：安居剣一郎
- 土村：春海四方
- 中島：神尾佑
- 北岡：佐久間祐人
- 米田：大門賢二
- 真田：筒井康隆
- 児島：岡田謙一郎
- 駄菓子屋：中司豊
- 警官：村田雅和
- 幼き日の大二郎：濱田龍臣
- 客：上野太、山崎栄、田澤和恵、岩谷昭子

### スタッフ
- 脚本：西田大輔
- 演出：石川淳一

### 原作
- 中島らも『日の出通り商店街いきいきデー』（講談社「白いメリーさん」所収）

## 透き通った一日

### あらすじ
ある日、クラスの人気者の下山（北乃）が学校の屋上から転落して死亡する。その後、体から魂として浮遊する彼女だが、教師達の秘密やクラスメートの自分への本当の思いを知ってしまい…。

### キャスト
- 下山純子：北乃きい
- 倉田幸代：於保佐代子
- 中丸先生：鈴木浩介
- 神西先生：吉瀬美智子
- 安井江里：北村佳織
- 校長先生：森富士夫
- 純子の母：酒井由美子
- 純子の父：河野宏明
- クラスメイト：近藤彩希、平野由希、佐伯聖羅
- 教頭先生：石丸謙二郎

### スタッフ
- 脚本：金杉弘子
- 演出：岩田和行

### 原作
- 赤川次郎「透き通った一日」（新潮社『七つの危険な真実』所収）

## フラッシュバック

### あらすじ
他人の記憶をCDにダウンロードしてバーチャルに楽しめるソフトが大人気に。そのソフトにはまり、近頃続く連続殺人事件の犯人の記憶で擬似殺人を楽しむ大石（堺）。しかし、その内、怪しい黒ずくめの男が主人公を追いかけてくる幻覚に悩まされ…。

### キャスト
- 大石良雄・荒木十郎：堺雅人
- 浅野あぐり・処遇官：羽田美智子
- 怪しい男・刑務官：近藤善揮
- 大石りくこ：いとうあいこ
- 吉良公子：桂亜沙美
- 上野良美：芳賀優里亜
- 堀部武優：山口翔悟
- 女子高生：近藤未来
- 大石力：伊澤柾樹
- ネット喫茶の店員：水沢紳吾
- レポーター：麻里万里
- 社員：三浦影虎、金森純一
- 通行人：川渕良和

### スタッフ
- 脚本：半澤律子
- 演出：都築淳一

### 原案
- 渡辺浩弐